# マット・マッコイ
マット・マッコイ（Matt McCoy,  1958年5月10日 - ）は、アメリカ合衆国の俳優である。

## 来歴
1958年にワシントンD.C.で生まれる。高校時代から演劇を始めており、学校の演劇祭で舞台を踏んだ経験もある。その後、プロとして役者としての道を歩み始め、様々なテレビや映画へ出演。特に出演作で知られているのは『ポリスアカデミーシリーズ』への出演。同作品では5作目『ポリスアカデミー5 マイアミ特別勤務』からジョージ・ゲインズ演じるラサード校長の甥として登場し、後に続く第6作でもそれまで主役だったスティーヴ・グッテンバーグに代わりチームを統率するポジションを演じている。それ以外ではサスペンス映画の『ゆりかごを揺らす手』やガイ・ピアース、ラッセル・クロウら出演のハードボイルド作品『L.A.コンフィデンシャル』、子供向け人気シリーズ4作目の『ベートーベン4』などへも出演している。また1994年には郷ひろみが出演する『サムライ・カウボーイ』へも顔を見せている。

## 出演作品

### 映画
- Pen 'n' Inc. (1981) ※テレビ映画
- バージンバケーション/ボクのナンパマニュアル教えます Fraternity Vacation (1985)
- ハリウッド・エアフォース/ 翔んでるボクらは飛べないパイロット Weekend Warriors (1986)
- American Harvest (1987) ※テレビ映画
- ポリスアカデミー5 マイアミ特別勤務 Police Academy 5: Assignment: Miami Beach (1988)
- ザ・デプス DeepStar Six (1989)
- ポリスアカデミー6 バトルロイヤル Police Academy 6: City Under Siege (1989)
- 奇跡の243便 Miracle Landing (1990) ※テレビ映画
- ウィークエンド・カクテル/ お嬢さまはHがお好き!? Archie: To Riverdale and Back Again (1990) ※テレビ映画
- ゆりかごを揺らす手 The Hand That Rocks the Cradle (1992)
- 氷の接吻 Eyes of the Beholder (1992)
- 硝子のバラ/股間に香る殺意 Snapdragon (1993)
- ウィンド・ダンサー Wind Dancer (1992)
- ビホルダー/ 狂気の暴走 Eyes of the Beholder (1992)
- White Wolves: A Cry in the Wild II (1993)
- ライトニング・イン・ア・ボトル Lightning in a Bottle (1993)
- サムライ・カウボーイ Samurai Cowboy (1994)
- 氷の仮面 The Cool Surface (1994)
- デストラスト/ 疑惑のシナリオ The Cool Surface (1994)
- In the Heat of Passion II: Unfaithful (1994)
- ウォンテッド! Bigfoot: The Unforgettable Encounter (1994)
- Hard Bounty (1995)
- レンタル・キッズ/お子様貸します! Rent-a-Kid (1995) ※テレビ映画
- Im Sog des Bösen (1995)
- My Son Is Innocent (1996)
- ブロークン・マネー Fast Money (1996)
- ショックウェーブ Sticks & Stones (1996)
- ブロンド・イグニション The Assault (1996)
- L.A.コンフィデンシャル L.A. Confidential (1997)
- バーストフォース The Apocalypse (1997)
- The Accident: A Moment of Truth Movie (1997) ※テレビ映画
- リトル・ビッグフット Little Bigfoot (1997)
- Nightmare in Big Sky Country (1998)
- Dangerous Waters (1999)
- Buck and the Magic Bracelet (1999)
- 最後のボウリング・バトル Alley Cats Strike (2000)
- レンジャーズ　特･殊･部･隊 Rangers (2000) ※ビデオ映画
- The Newcomers (2000)
- モンスーン Monsoon (2001)
- ベートーベン4 Beethoven's 4th (2001) ※ビデオ映画
- ナショナル・セキュリティ National Security (2003)
- ケイヴ・フィアー Abominable (2005)
- メリー・リトル・クリスマス A Merry Little Christmas (2006)
- リアル・スピード Born to Race (2011)
- アイス・ロード The Ice Road (2021)

### テレビドラマ
- Hot Hero Sandwich (1979)
- We Got It Made (1983 - 1984)
- ラブ・ボート The Love Boat (1984)
- Dream West (1986)
- ジェシカおばさんの事件簿 Murder, She Wrote (1998)
- 新スタートレック Star Trek: The Next Generation (1989)
- ゴールデン・ガールズ The Golden Girls (1989)
- Nurses (1991)
- L.A.ロー 七人の弁護士 L.A. Law (1993)
- ザ・ナニー The Nanny (1994)
- メルローズ・プレイス Melrose Place (1994)
- となりのサインフェルド Seinfeld (1995, 1997)
- Grace Under Fire (1998)
- NYPDブルー NYPD Blue (1999)
- シカゴ・ホープ Chicago Hope (1999)
- プロファイラー 犯罪心理分析官 Profiler (2000)
- サブリナ Sabrina, the Teenage Witch (2001)
- シックス・フィート・アンダー Six Feet Under (2001)
- ザ・ホワイトハウス The West Wing (2003)
- カーニバル Carnivàle (2003, 2005)
- CSI:ニューヨーク CSI: NY (2005)
- ステュディオ60・オン・ザ・サンセット・ストリップ Studio 60 on the Sunset Strip (2007)
- WITHOUT A TRACE/FBI 失踪者を追え! Without a Trace (2008)
- 女捜査官グレイス 〜 天使の保護観察中 Saving Grace (2009)
- クローザー The Closer (2011)
- メンタリスト The Mentalist (2012)
- TOUCH/タッチ Touch (2012)
- リベンジ Revenge (2012)
- CSI:科学捜査班 CSI: Crime Scene Investigation (2013)